# Tsai Chih Chung
Tsai Chih Chung (xinès simplificat i tradicional: 蔡志忠, pinyin: Cài Zhìzhōng; Huatan, Changhua, 1948) és un dibuixant de Taiwan. És conegut sobretot pels seus treballs gràfics sobre la filosofia i la història xinesa, sobretot els filòsofs Laozi, Liezi i Zhuangzi, que va fer accessibles i va popularitzar mitjançant l'ús d'un llenguatge senzill i l'ajuda visual de vinyetes. Moltes de les seues obres en quatre panells contenen elements de sàtira política, mentre que d'altres són purament humorístics com Da zuixia.
Va començar a publicar als quinze anys, fent yonkoma. Prompte aconseguí publicar a Singapur, Malàisia i Japó.
Els llibres de Tsai Chih Chung han estat molt ben rebuts pel públic tant a Taiwan com a la Xina continental. Posteriorment s'han traduït a desenes d'idiomes, entre ells l'anglés. Actualment resideix a Hangzhou, on dirigeix un estudi d'animació.

## Premis
- 1979: Golden Horse Film Festival i Premis pel seu treball a Old Master Q.
- 1985: 23è premi "deu joves destacats" de la República de la Xina pel seu treball gràfic sobre Zhuangzi.
- 1999: Premi Príncep Claus per crear espais de llibertat.[7]